# Liste der Biografien/Zeb
Liste der Biografien |
Portal Biografien |
Personensuche
# |
A |
B |
C |
D |
E |
F |
G |
H |
I |
J |
K |
L |
M |
N |
O |
P |
Q |
R |
S |
T |
U |
V |
W |
X |
Y |
Z |
?
 
Za |
Zb |
Zc |
Zd |
Ze |
Zf |
Zg |
Zh |
Zi |
Zj |
Zk |
Zl |
Zm |
Zn |
Zo |
Zr |
Zs |
Zu |
Zv |
Zw |
Zy |
Zz
 
Zea |
Zeb |
Zec |
Zed |
Zee |
Zef |
Zeg |
Zeh |
Zei |
Zej |
Zek |
Zel |
Zem |
Zen |
Zeo |
Zep |
Zeq |
Zer |
Zes |
Zet |
Zeu |
Zev |
Zew |
Zey |
Zez
Die Liste der Biografien führt alle Personen auf, die in der deutschsprachigen Wikipedia einen Artikel haben. Dieses ist eine Teilliste mit 43 Einträgen von Personen, deren Namen mit den Buchstaben „Zeb“ beginnt.

## Zeb
- Zeb un-nisa (1638–1702), Mogulprinzessin

### Zeba
- Zeba, Zajko (* 1983), bosnischer Fußballspieler
- Zebadiah, Pia (* 1989), indonesische Badmintonspielerin
- Zeballos, Emilio (* 1992), uruguayischer Fußballspieler
- Zeballos, Exequiel (* 2002), argentinischer Fußballspieler
- Zeballos, Federico (* 1988), bolivianischer Tennisspieler
- Zeballos, Horacio (* 1985), argentinischer Tennisspieler
- Zeballos, Joaquín (* 1996), uruguayischer Fußballspieler
- Zeballos, Noelia (* 1994), bolivianische Tennisspielerin
- Zeballos, Pablo (* 1986), paraguayischer Fußballspieler
- Zeballos, Vicente (* 1963), peruanischer Politiker und Jurist
- Zebari, Hoshyar (* 1953), irakischer Politiker und ehemaliger Außenminister des Irak

### Zebe
- Zebe, Stephan (* 1966), deutscher Komponist und Chorleiter
- Zebec, Branko (1929–1988), jugoslawischer Fußballspieler und -trainerBranko Zebec (1929–1988)

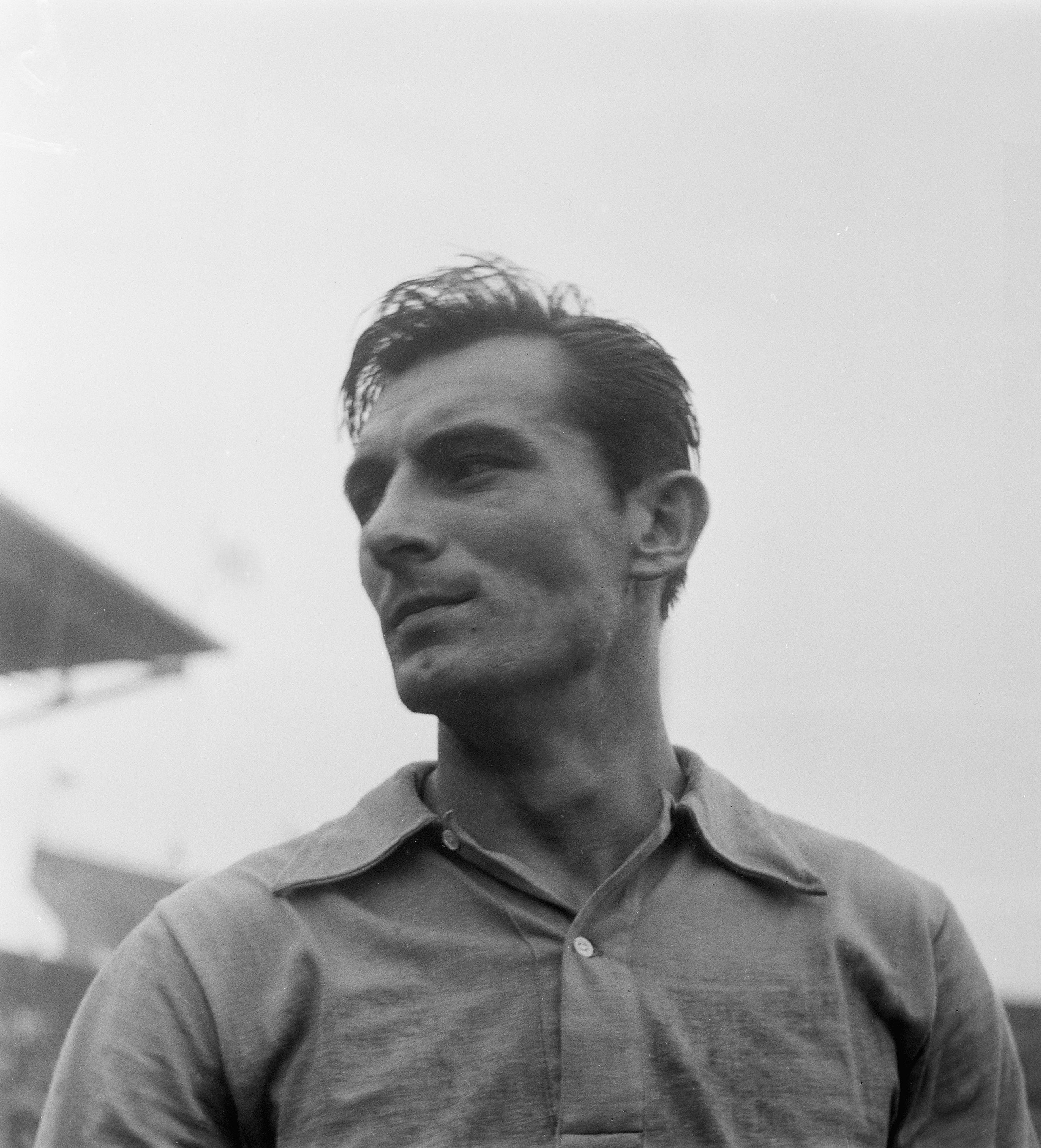
Branko Zebec (1929–1988)

- Zebedäus, biblische Person des Neuen Testaments
- Zebelenos, Eleutherios (* 1343), byzantinischer Astrologe
- Žebelienė, Daiva (* 1968), litauische Politikerin
- Žebeljan, Isidora (1967–2020), serbische Komponistin klassischer Musik
- Zeberg, Sebastian von (* 1991), deutscher Künstler und Unternehmer

### Zebi
- Zebina, Jonathan (* 1978), französischer Fußballspieler
- Zebinger, Franz (* 1946), österreichischer Komponist, Organist und Musikpädagoge
- Zebinus († 240), Bischof von Antiochien
- Zebisch, Franz Josef (1920–1988), deutscher Gewerkschafter und Politiker (SPD), MdB
- Zebitz, Claus P. W. (* 1950), deutscher Phytopathologe an der Universität Hohenheim

### Zebn
- Zebner, Frank Georg (* 1962), deutscher Designer und Hochschullehrer

### Zebo
- Zēbolds, Ernests (* 1999), lettischer BMX-Freestyle-Fahrer

### Zebr
- Žebrauskas, Juozas (1904–1933), litauischer Fußballspieler
- Žebrauskas, Juozas (* 1943), litauischer Politiker
- Žebrauskas, Natanas (* 2002), litauischer Fußballspieler
- Žebriūnas, Arūnas (1931–2013), litauischer Filmregisseur und Drehbuchautor
- Zebroff, Kareen (* 1941), kanadische Yogalehrerin
- Zebroski, Lars (1941–1998), US-amerikanischer Radrennfahrer
- Żebrowska, Elżbieta (1945–2021), polnische Hürdenläuferin und Sprinterin
- Zebrowski, Bernhard (1900–1962), deutscher Journalist, Schriftsteller und Übersetzer
- Żebrowski, Dawid (* 1997), polnischer Hürdenläufer
- Zebrowski, Gary (* 1984), französischer Snowboarder
- Zebrowski, George (1945–2024), US-amerikanischer Autor und Herausgeber
- Zebrowski, Gerhard (1940–2020), deutscher Fußballspieler
- Zebrowski, Henry (* 1984), US-amerikanischer Schauspieler und Comedian
- Żebrowski, Kazimierz (* 1891), polnischer Eishockeyspieler und -trainer
- Żebrowski, Michał (* 1972), polnischer SchauspielerMichał Żebrowski (* 1972)

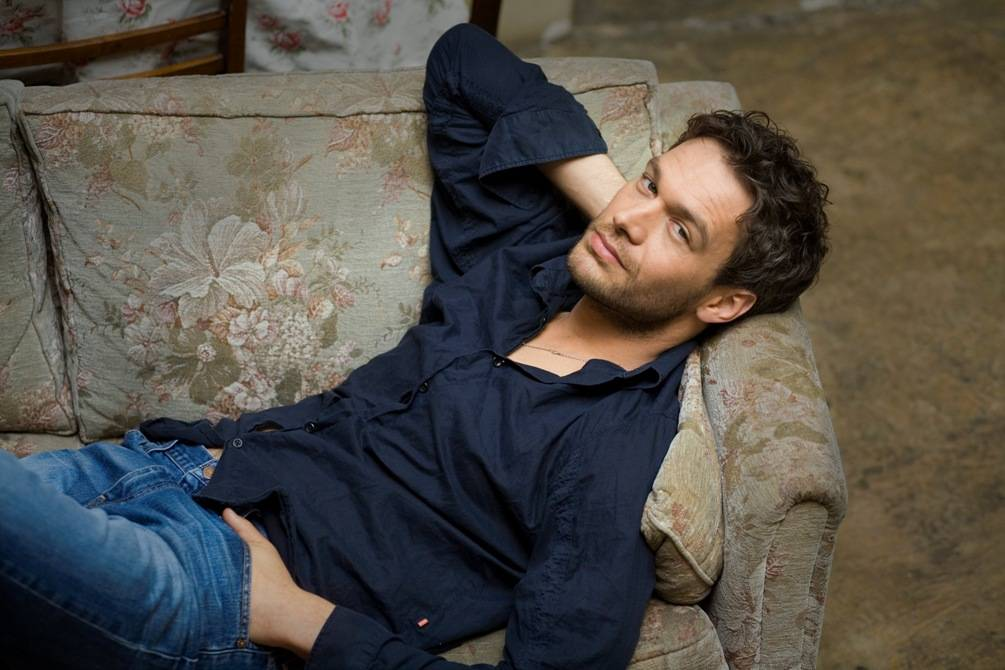
Michał Żebrowski (* 1972)

- Zebrzydowski, Andrzej (1496–1560), Bischof von Krakau (1551–1560)
- Zebrzydowski, Mikołaj (1553–1620), polnischer Adliger